# Брацлавська дача
Брацла́вська Да́ча — лісовий заказник місцевого значення в Україні. Розташований на території Гриненської сільської ради Немирівського району Вінницької області (Брацлавське лісництво, кв. 58, діл. 8). 
Площа 12 га. Оголошений відповідно до Рішення Вінницького облвиконкому від 29.08.1984 року № 371. Перебуває у віданні ДП «Тульчинське ДЛМГ». 
Охороняється високопродуктивне дубове лісонасадження віком понад 90 років.
За фізико-географічним районуванням України розташоване в межах Гнівань-Гайсинського району області Подільського Побужжя Дністровсько-Дніпровської лісостепової провінції Лісостепової зони. Для цієї місцевості характерна розчленована глибокими долинами лесова височина з сірими опідзоленими ґрунтами. З геоморфологічної точки зору територія заказника являє собою ерозійно-акумулятивну сильнохвилясту денудаційну рівнину. Клімат помірно континентальний з тривалим, нежарким літом і порівняно недовгою, м'якою зимою. Середня температура січня становить -6…-5,5°C, липня +18,5…+19 °C. Річна кількість опадів складає 500—525 мм. 
За геоботанічним районуванням України заказник належить до Європейської широколистяної області, Подільсько-Бесарабської провінції, Вінницького (Центральноподільського округу). Рослинність представлена високопродуктивними насадженнями дуба віком близько 90 років, середньою висотою 28 м. та діаметром 32 см. У розрідженому підліску зростають ліщина звичайна, бруслина європейська і бородавчаста, а у трав'яному покриві — тіньовитривалі неморальні види: купина широколиста, копитняк європейський, яглиця звичайна, медунка темна, купина багатоквіткова, підмаренник запашний, пирій собачий. 
Трапляються види, занесені до Червоної книги України: лілія лісова, гніздівка звичайна, коручка чемерникоподібна, любка зеленоквіткова.